# Петренко Оксана Борисівна
Петренко Оксана Борисівна (нар. 21 лютого 1966, м. Здолбунів, Рівненської обл.) — українська науковиця, доктор педагогічних наук (2011), професорка кафедри теорії і методики виховання (2012), проректор з інноваційної діяльності та міжнародного співробітництва Рівненського державного гуманітарного університету.

## Життєпис
Оксана Борисівна Петренко народилася 21 лютого 1966 року м. Здолбунів, Рівненського району Рівненської області. У 1983 році закінчила із золотою медаллю середню школу № 1  м. Здолбунів Рівненської області. У 1987 році закінчила Рівненський державний педагогічний інститут імені Д. З. Мануїльського за спеціальністю «російська мова та література» вчитель російської мови та літератури; у 1993 році за спеціальністю «практичний психолог»; у 1993 р. — практичний психолог в галузі народної освіти.

## Професійна діяльність
- 1987 – вчитель російської мови та літератури у Здолбунівській СШ № 1

- 1989 – викладач Рівненського педагогічного інституту за сумісництвом

- 1993-1996 – навчання в аспірантурі

- 1996-1998 – заступник декана з виховної роботи педагогічного факультету

- 1998–2003 – заступник декана з навчальної роботи психолого-природничого факультету

- 1997 – захист кандидатської дисертації на тему «Виховання любові до матері у педагогічній спадщині В. О. Сухомлинського» за спеціальністю 13.00.01 – загальна педагогіка та історія педагогіки

- 1997 – старший викладач у Рівненському державному гуманітарному університеті

- 2005-2008 – навчання в докторантурі за спеціальністю 13.00.01 – загальна педагогіка та історія педагогіки

- 2011 – захист докторської дисертації на тему «Гендерні підходи до освіти та виховання в історії вітчизняної школи і педагогіки (XX століття)»

- 2011-дотепер – заступник директора з наукової роботи Інституту педагогіки і психології

- 2013 – завідувач кафедри теорії і методики виховання.

## Звання та нагороди
2008 - Грамота АПН України
2011 - Почесна грамота обласної ради 
2015 - Медаль НАПН України «К. Д. Ушинський» (наказ № 45-к від 19.11.2015 р.)
2016 - Медаль НАПН України «Григорій Сковорода» (наказ № 3-к від 18.03.2016 р.)
2017 - Грамота Верховної Ради України (№ 389-к від 30.06.2017 р.)
2017 - Почесна грамота НАПН України (наказ №128-ое від 19.10.2017 р.)
2018 - Нагрудний знак МОН України «Василь Сухомлинський» (№ 301, наказ № 332-Н від 31.07.2018 р.)
2021 - Медаль Національної академії педагогічних наук України «Леся Українка» (№ 55, наказ № 6к від 8 лютого 2021 р.).

## Наукові та професійні досягнення
Науковий доробок Оксани Борисівни становить понад 200 публікацій, з яких 7 у періодичних виданнях, які включені до наукометричних баз, рекомендованих МОН, зокрема Scopus або Web of Science Core Collection; понад 15 монографій, підручників, навчальних та методичних посібників.
Член бюро громадської організації «Всеукраїнська асоціація Василя Сухомлинського», Всеукраїнської асоціації істориків педагогіки.
Під науковим керівництвом професора Петренко захищено 12 кандидатських дисертацій та 1 докторська дисертація.
Член спеціалізованих вчених рад
- Д 74.053.01 в Уманському державному педагогічному університеті імені Павла Тичини із захисту докторських та кандидатських дисертацій зі спеціальностей 13.00.01 – загальна педагогіка та історія педагогіки, 13.00.04. – теорія і методика професійної освіти.
- Д 47.053.01 в РДГУ із захисту докторських та кандидатських дисертацій зі спеціальностей 13.00.01 – загальна педагогіка та історія педагогіки, 13.00.04. – теорія і методика професійної освіти.
- Директор Регіонального комплексного Науково-методичного центру інноваційних технологій освітнього процесу РДГУ 
- Керівник наукової школи «Розвиток вітчизняної освіти: різновекторність пошуків».
- Головний редактор фахового збірника наукових праць РДГУ «Інноватика у вихованні» (категорія Б), (Індекс Copernicus).
- Член міжвідомчої ради з координації наукових досліджень НАПН України (галузь педагогіка) 
- Учасниця міжнародного проєкту «Фінська підтримка реформи української школи» («Навчаємось разом»)
- Гарант освітньо-наукової програми спеціальності 011 «Освітні, педагогічні науки» третього (освітньо-наукового) рівня вищої освіти
- Керівник проблемної групи здобувачів вищої освіти ступеня «магістр» педагогічного факультету «Методологічні засади магістерського дослідження з педагогіки» з 2016 року й дотепер
- Здійснює наукове керівництво здобувачами ступеня PhD, доктора наук
- Виступає офіційним опонентом дисертаційних досліджень.
Науковий доробок Оксани Борисівни становить понад 200 публікацій, з яких 7 у періодичних виданнях, які включені до наукометричних баз, рекомендованих МОН, зокрема Scopus або Web of Science Core Collection; понад 15 монографій, підручників, навчальних та методичних посібників.
Член бюро громадської організації «Всеукраїнська асоціація Василя Сухомлинського» (дата реєстрації 06.03.1997), Всеукраїнської асоціації істориків педагогіки.

## Навчальні дисципліни
- Технологія та організація наукових досліджень в освіті.
- Технологічні аспекти роботи над дисертацією.
- Історіографія та джерелознавство історико-педагогічних досліджень.
- Методологія організації досліджень з освітніх, педагогічних наук.
- Гендерна психологія.
- Гендерний підхід в освіті і вихованні.

## Профілі
ORCID https://orcid.org/0000-0001-6906-3542
Scopus https://www.scopus.com/authid/detail.uri?authorId=57213191425
Google Scholar https://scholar.google.com.ua/citations?hl=uk&user=yt1DpUwAAAAJ
Web of Science(WoS) AAE-6260-2022